# マヌエル・ペレグリーニ
- マヌエル・ペジェグリーニ

マヌエル・ルイス・ペレグリーニ・リパモンティ（Manuel Luis Pellegrini Ripamonti、1953年9月16日 - ）は、チリ・首都サンティアゴ出身の元サッカー選手、現サッカー指導者。現役時代のポジションはディフェンダー。「マヌエル・ペジェグリーニ」と表記されることもある。

## 経歴

### 現役時代
イタリアにルーツを持つ。サンティアゴに生まれ、チリ・カトリック大学で土木技師の資格を取得して卒業した。その後はウニベルシダ・デ・チレ一筋であり、センターバックとして451試合に出場して1得点を挙げた。1986年にはチリ代表として1試合に出場している。現役引退を決意したのは当時無名で17歳だったイバン・サモラーノに空中戦で競り負け衰えを感じたからだという。

### 指導者時代

#### チリ時代
1988年シーズン中にウニベルシダ・デ・チレ監督に就任したが、チームはプリメーラ・ディビシオンB（2部）に降格した。1990年にアルトゥーロ・サラがチリ代表監督に就任すると、ペレグリーニがサラのテクニカル・アシスタントに登用され、さらにU-20チリ代表監督に就任した。1990年から1992年にはCDパレスティーノの監督を、1992年から1993年にはCDオヒギンスの監督を務めた。1993年にはチリで人気のあるクラブのひとつであるウニベルシダ・カトリカの監督に就任し、アルベルト・アコスタやネストル・ゴロシートらを擁したが、1994年シーズンと1995年シーズンにリーグ戦で準優勝するのが精いっぱいであった。1999年にはエクアドルのLDUキト監督に就任し、同年にセリエAのタイトルを獲得した。コパ・リベルタドーレスでも良い成績を収め、他の南米のクラブのチーム編成者の目に留まる存在となった。

#### アルゼンチン時代
ウニベルシダ・カトリカで指導を受けたゴロシートがCAサン・ロレンソ・デ・アルマグロ監督にペレグリーニを推薦し、2001年にサン・ロレンソの監督に就任した。同年のコパ・メルコスールではクラブ初の国際タイトルを獲得し、クラウスーラ2001でも優勝した。2002年にCAリーベル・プレート監督に就任し、同年のクラウスーラ2003ではマラドーナ2世と呼ばれたアンドレス・ダレッサンドロらを擁して優勝した。しかし、ダレッサンドロがVfLヴォルフスブルクに移籍したことでチームの舵取りが難しくなり、アペルトゥーラ2003ではタイトル防衛に苦しんだ。そのシーズン終了後にリーベルの監督を辞任した。

#### ビジャレアル
2004年7月1日、スペイン・リーガ・エスパニョーラのビジャレアルCF監督に就任した。指揮を執った最初のシーズンにはフアン・ロマン・リケルメやディエゴ・フォルランの活躍で3位に躍進し、UEFAチャンピオンズリーグ出場権を獲得した。同シーズンのUEFAカップでは準々決勝に進出した。2005-06シーズンのUEFAチャンピオンズリーグではインテルなどを破って準決勝に進出したが、準決勝でアーセナルFCに敗れた。リーグ戦では7位に終わり、欧州カップ戦出場権を逃した。2006-07シーズンのリーグ戦は5位であったが、シーズン途中には主力選手であるリケルメと対立し、2007年に入ってからはリケルメをベンチからも外したことが論争を呼んだ。2007年末にはクラブとの契約を2011年まで延長した。2007-08シーズンはロベール・ピレスやサンティ・カソルラをチームの中心に据え、FCバルセロナを上回る2位でシーズンを終えた。2008-09シーズンのUEFAチャンピオンズリーグではグループリーグを勝ち抜き、決勝トーナメント1回戦でパナシナイコスFCを破って準々決勝に進出した。準々決勝では再びアーセナルと対戦し、2試合合計1-4で敗れて敗退した。ビジャレアル在任期間中には56.67%の勝ち点を獲得し、ペジェグリーニはヴァンデルレイ・ルシェンブルゴ（レアル・マドリード、勝ち点獲得率69.52%）に次いで過去25年のプリメーラ・ディビシオンで2番目に成功を収めた南米出身監督である。

#### レアル・マドリード
2009年6月1日にはビジャレアルがペレグリーニの退任を発表し、6月2日にはレアル・マドリードが公式にペレグリーニと2年契約を結んだことを明らかにした。ビジャレアルからはフィジカルトレーナーのホセ・カベージョ、ヘッドコーチのルベン・コウシージャスもレアル・マドリードのスタッフに加わった。再就任したフロレンティーノ・ペレス会長が初めて選んだ監督となり、「もしUEFAチャンピオンズリーグで優勝したいのならば、世界最高の選手が必要だ」と述べ、就任から数日後にはACミランからカカを獲得した。2009年夏の移籍期間中には、マンチェスター・ユナイテッドFCに移籍金8000万ポンドを支払ってクリスティアーノ・ロナウドを獲得し、オリンピック・リヨンからカリム・ベンゼマ（移籍金3000万ポンド）を、リヴァプールFCからシャビ・アロンソ（移籍金3000万ポンド）を獲得した。期間中に支払った移籍金の総額は約2億ポンドとなった。7月20日に行われたアイルランドのシャムロック・ローヴァーズFCとの親善試合 (1-0) が初采配試合となり、87分のベンゼマの得点で勝利したが、ペレス会長にこの試合のプレースタイルと選手の疲労具合を批判された。7月には就任後初となる大会（ピースカップ）に挑んだが、準決勝でイタリアのユヴェントスFCに1-2で敗れてベスト4に終わった。2009-10シーズンのリーグ開幕戦はデポルティーボ・ラ・コルーニャとの対戦となり、3-2で勝利して初勝利を挙げた。10月27日、コパ・デル・レイのラウンド16ではセグンダ・ディビシオンB（3部）に在籍するADアルコルコンに2試合合計1-4で敗れ、早くも大会からの敗退が決まった。2010年3月10日には再度打撃を受けた。UEFAチャンピオンズリーグの決勝トーナメント1回戦でフランスのリヨンと対戦し、2試合合計1-2で敗れ去った。この敗北の後、ペレス会長はペレグリーニ監督に最後通牒を突きつけ、リーグタイトルを獲得できなければ解任すると警告した。
リーグ戦では38試合でクラブ記録の勝ち点96を獲得したが、勝ち点99を稼いだFCバルセロナには及ばず2位に終わった。2010年夏には幾度も解任の噂が流れ、5月26日に解任されてジョゼ・モウリーニョが後任監督に就任した。しかし、もしモウリーニョの招聘に失敗した場合はペレグリーニを留任させる予定であった。解任の際には、ペレス会長とは2009年8月からまともな話をしていなかったことを明かした。

#### マラガ
2010年7月22日には、ハビエル・アギーレ監督が辞任したメキシコ代表からの監督就任オファーを受け取ったが、この申し出を断った。その直後にはイングランド・プレミアリーグのリヴァプールFCがペレグリーニの監督登用に興味を持っていると報じられた。さらに、8月には日本代表監督候補にも名前が挙がったが、交渉はまとまらなかったと報じられている。日本代表監督選定を担いペレグリーニと会談した日本サッカー協会技術委員長原博実によれば、ペレグリーニ自身は日本代表にも興味を示していたが、チリ代表監督が空位となりそうだった（マルセロ・ビエルサ監督の退任が囁かれていた）ことが影響して代理人との交渉が進まなかったという。結局、2010年夏にはどのチームの監督にも就任せず、11月5日になってスペインのマラガCFと3年契約を結んだ。マラガは下位に低迷し、ジェズアウド・フェレイラ監督が解任されていた。11月14日のレバンテUD戦が初采配試合となり、ホームのエスタディオ・ラ・ロサレーダで1-0で勝利した。

#### マンチェスター・シティ
2013年6月14日、ロベルト・マンチーニの後任としてマンチェスター・シティFCの監督就任が決定。契約は3年間。
新たにFCシャフタール・ドネツクからフェルナンジーニョ、ACFフィオレンティーナからヨヴェティッチ、更にセビージャFCから、ヘスス・ナバスとアルバロ・ネグレドをスカッドに加える。新戦力の他、ヤヤ・トゥーレがMFながらチーム内トップの年間20ゴールを挙げる活躍を見せて就任初年度でのリーグ優勝を成し遂げた。プレミア初挑戦でのリーグ制覇は09-10のカルロ・アンチェロッティ以来となった。また彼自身も欧州の主要リーグにおける初のメジャータイトル獲得となった。UEFAチャンピオンズリーグではクラブ史上初のグループステージ突破に導くが、決勝トーナメント1回戦でFCバルセロナに2試合合計1-4と敗れ敗退した。しかし、国内戦ではリーグ最多得点の攻撃サッカーでチームをフットボールリーグカップとプレミアリーグの二冠を達成した。
翌年2014-15シーズンは、FCポルトからエリアカン・マンガラやフェルナンドを獲得しただけでなく、フランク・ランパードやバカリ・サニャといったベテランもチームに加えた。しかし開幕早々からジョゼ・モウリーニョ率いるチェルシーFCに独走を許し最終的に2位でフィニッシュした。しかし、FWのセルヒオ・アグエロが26ゴールを挙げてプレミアリーグの得点王に輝いた。UEFAチャンピオンズリーグでもグループステージを突破するも、2年連続でFCバルセロナと対決し2試合合計3-1で敗れる。
2015-16シーズンは約200億円を使い、リヴァプールFCからイングランド代表FWラヒーム・スターリング、更にVfLヴォルフスブルクからケヴィン・デ・ブライネ、バレンシアCFからニコラス・オタメンディなどを獲得するも、負傷者が相次ぎ、更にシーズン中の2016年2月1日、2016-17シーズンからジョゼップ・グアルディオラが監督を務め、自身が今シーズン限りで退任する事を発表してからチームは失速していき、最終的にリーグ4位でフィニッシュした。しかし、フットボールリーグカップは決勝でPK戦の末、リヴァプールFCを破り2年ぶりの優勝を果たす。UEFAチャンピオンズリーグでは、グループステージを首位で通過。FCディナモ・キーウ、パリ・サンジェルマンFCを破りクラブ史上初のベスト4に駒を進めるも、レアル・マドリードに敗れ敗退。
事前に発表していた通り、このシーズン限りで退任した。

#### 河北華夏幸福
2016年8月27日、中国サッカー・スーパーリーグ・河北華夏幸福足球倶楽部の監督に就任することが発表された。
契約は2018年末までだったが、2018年5月20日、シーズン途中でクラブと合意の上契約を解除した。

#### ウェストハム・ユナイテッド
5月22日、2018-19シーズンからプレミアリーグウェストハム・ユナイテッドFCの監督を務めることが発表された。しかし、躍進を期待されながら2018-19シーズンは10位で終了。翌2019-20シーズンも下位に低迷し、2019年12月28日のレスター・シティFC戦に1-2で敗れた試合後に解任された。

#### レアル・ベティス
2020年7月8日、2020-21シーズンよりレアル・ベティスの監督を務めることが発表された。

## 戦術
ペレグリーニの志向するサッカーは超攻撃的なポゼッションサッカーである。攻守に隙のない陣形で、長短のパスを織り交ぜながら、素早く、かつ幅のある攻撃を展開し、FWには「オフザボールでの動きの良さ」、パスのオプションを確保するために、目敏いスペースへの動きが求められる。
選手の配置については、マンチェスター・シティFCでは4-2-3-1と4-4-2を使い分けていた。

## タイトル

### 指導者時代

#### クラブ
ウニベルシダ・カトリカ
- コパ・インテラメリカーナ : 1994
- コパ・チレ : 1995

LDUキト
- セリエA : 1999

サン・ロレンソ
- プリメーラ・ディビシオン : 2000-01C
- コパ・メルコスール : 2001

リーベル・プレート
- プリメーラ・ディビシオン : 2002-03C

ビジャレアル
- UEFAインタートトカップ : 2004

マンチェスター・シティ
- プレミアリーグ : 2013-14
- フットボールリーグカップ : 2013-14, 2015-16

レアル・ベティス
- コパ・デル・レイ : 1回 (2021-22)

#### 個人
- ミゲル・ムニョス賞 年間最優秀監督 : 2008
- プレミアリーグ月間最優秀監督：4回（2013年12月、2014年1月、2014年12月、2015年8月）

## 監督成績
2021年12月19日現在
| クラブ                     | 国                 | 就任          | 退任           | 記録  | 記録 | 記録 | 記録 | 記録   |
| クラブ                     | 国                 | 就任          | 退任           | 試    | 勝   | 分   | 敗   | 勝率   |
| -------------------------- | ------------------ | ------------- | -------------- | ----- | ---- | ---- | ---- | ------ |
| ウニベルシダ・デ・チレ     | チリの旗           | 1988年1月1日  | 1989年1月31日  | 30    | 7    | 12   | 11   | 023.33 |
| パレスティーノ             | チリの旗           | 1990年1月1日  | 1991年12月31日 | 90    | 31   | 31   | 28   | 034.44 |
| オヒギンス                 | チリの旗           | 1992年1月1日  | 1993年12月31日 | 74    | 30   | 21   | 23   | 040.54 |
| ウニベルシダ・カトリカ     | チリの旗           | 1994年1月1日  | 1996年6月30日  | 124   | 72   | 29   | 23   | 058.06 |
| パレスティーノ             | チリの旗           | 1998年1月1日  | 1998年12月31日 | 21    | 4    | 7    | 10   | 019.05 |
| キト                       | エクアドルの旗     | 1999年1月1日  | 2000年6月30日  | 76    | 35   | 16   | 25   | 046.05 |
| サン・ロレンソ             | アルゼンチンの旗   | 2001年2月15日 | 2002年6月30日  | 78    | 38   | 20   | 20   | 048.72 |
| リーベル・プレート         | アルゼンチンの旗   | 2002年7月1日  | 2003年12月31日 | 77    | 42   | 14   | 21   | 054.55 |
| ビジャレアル               | スペインの旗       | 2004年7月1日  | 2009年6月1日   | 259   | 123  | 72   | 64   | 047.49 |
| レアル・マドリード         | スペインの旗       | 2009年6月1日  | 2010年5月26日  | 48    | 36   | 5    | 7    | 075.00 |
| マラガ                     | スペインの旗       | 2010年11月5日 | 2013年6月14日  | 129   | 53   | 30   | 46   | 041.09 |
| マンチェスター・シティ     | イングランドの旗   | 2013年6月14日 | 2016年6月30日  | 167   | 100  | 28   | 39   | 059.88 |
| 河北                       | 中華人民共和国の旗 | 2016年8月27日 | 2018年5月19日  | 52    | 21   | 12   | 19   | 040.38 |
| ウェストハム・ユナイテッド | イングランドの旗   | 2018年5月22日 | 2019年12月28日 | 64    | 24   | 11   | 29   | 037.50 |
| レアル・ベティス           | スペインの旗       | 2020年6月9日  |                | 69    | 36   | 15   | 18   | 052.17 |
| 合計                       | 合計               | 合計          | 合計           | 1,358 | 653  | 323  | 382  | 048.09 |